# Piper arieianum
Piper arieianum är en pepparväxtart som beskrevs av C. Dc. och Henri François Pittier. Piper arieianum ingår i släktet Piper och familjen pepparväxter.

## Underarter
Arten delas in i följande underarter:
- P. a. barbulaense
- P. a. falconense
- P. a. nubicola
- P. a. puberulum
- P. a. chimantanum
- P. a. duidaense